# 马尔 (加尔省)
马尔（法語：Mars）是法国加尔省的一个市镇，属于勒维冈区（Le Vigan）勒维冈县（Le Vigan）。该市镇总面积3.8平方公里，2009年时的人口为175人。

## 人口
马尔人口变化图示